# 伊本·古泰拜
伊本·古泰拜（阿拉伯语：‎，又译作古太白，828年—889年）是伊拉克学者，担任过宗教法官。著有《传统菁华》等著作。